# Symphonie no 4 de Vaughan Williams
Pour les articles homonymes, voir Symphonie no 4.
La Symphonie no 4 en fa mineur est une œuvre de Ralph Vaughan Williams, dédiée à Arnold Bax.
Contrairement aux trois précédentes, elle ne comporte pas de sous-titre. Le compositeur, lui-même, écrit qu'il s'agit de « musique pure » sans inspiration par des événements extérieurs. Elle se caractérise par une certaine sévérité de ton et des lignes d'une grande rudesse, tranchant sur ses œuvres antérieures. William Walton, autre musicien britannique en parle comme de la « plus grande symphonie depuis Beethoven ». Sans doute y a-t-il quelque peu exagération, mais cela témoigne du côté novateur de la partition.
La création en a été faite à Londres par le BBC symphony orchestra sous la direction de Adrian Boult le 10 avril 1935.

## Structure
La symphonie comprend quatre mouvements, et son exécution dure en moyenne un peu plus d'une demi-heure.
1. Allegro
2. Andante moderato
3. Scherzo : allegro molto
4. Finale con epilogo fugato : allegro molto

## Instrumentation
| Instrumentation de la 4e symphonie |
| Cordes |
| premiers violons, seconds violons, altos, violoncelles, contrebasses |
| Bois |
| 2 ou 3 flûtes, la 3e jouant du piccolo, 2 ou 3 hautbois, le 3e jouant du cor anglais, 2 clarinettes en si bémol, 1 clarinette basse en si bémol (ad lib.), 2 bassons, 1 contrebasson (ad lib.) |
| Cuivres |
| 4 cors en fa, 2 trompettes en ut, 3 trombones, 1 tuba |
| Percussions |
| timbales, caisse claire, grosse caisse, triangle, cymbales |

## Discographie sélective
Parmi la discographie de l’œuvre, figurent notablement plusieurs versions :
| Chef d'orchestre       | Orchestre                              | Date d'enregistrement | Label discographique        |
| ---------------------- | -------------------------------------- | --------------------- | --------------------------- |
| Ralph Vaughan Williams | BBC Symphony Orchestra                 | 1937                  | Naxos (Dutton)              |
| Leopold Stokowski      | NBC Symphony Orchestra                 | 1943                  | Cala                        |
| John Barbirolli        | BBC Symphony Orchestra                 | 1950                  | Barbirolli Society          |
| Adrian Boult           | London Philharmonic Orchestra          | 1953                  | Decca                       |
| Dimitri Mitropoulos    | New York Philharmonic                  | 1953                  | Sony Classical              |
| Dimitri Mitropoulos    | New York Philharmonic                  | 1956                  | Music and Arts              |
| Malcolm Sargent        | BBC Symphony Orchestra                 | 1963                  | BBC Legends                 |
| Leonard Bernstein      | New York Philharmonic                  | 1965                  | Sony Classical              |
| Adrian Boult           | New Philharmonia Orchestra             | 1968                  | EMI                         |
| André Previn           | London Symphony Orchestra              | 1969                  | RCA                         |
| Colin Davis            | Boston Symphony Orchestra              | 1973                  | BSO Classics                |
| Paavo Berglund         | Royal Philharmonic Orchestra           | 1979                  | EMI                         |
| Bryden Thomson         | London Symphony Orchestra              | 1987                  | Chandos                     |
| Vernon Handley         | Royal Liverpool Philharmonic Orchestra | 1991                  | CfP                         |
| Leonard Slatkin        | Philharmonia Orchestra                 | 1991                  | RCA                         |
| Andrew Davis           | BBC Symphony Orchestra                 | 1992                  | Warner Classics             |
| Bernard Haitink        | London Philharmonic Orchestra          | 1996                  | Warner Classics             |
| Roger Norrington       | London Philharmonic Orchestra          | 1997                  | Decca                       |
| Richard Hickox         | London Symphony Orchestra              | 2001                  | Chandos                     |
| Paul Daniel            | Bournemouth Symphony Orchestra         | 2003                  | Naxos                       |
| Leon Botstein          | American Symphony Orchestra            | 2010                  | American Symphony Orchestra |
| Peter Oundjian         | Toronto Symphony Orchestra             | 2011                  | TSO Live                    |
| Carlos Kalmar          | Oregon Symphony                        | 2011                  | Pentatone                   |